# Каценелнбоген
Каценелнбоген (на немски: Katzenelnbogen) е град в окръг Рейн-Пфалц-Крайс в Рейнланд-Пфалц (Германия) с 2183 жители (към 31 декември 2012) и площ от 9,2 km².
Замъкът Каценелнбоген е построен около 1095 г., на когото през 1138 г. се нарича графският род.